# Turawa
Turawa (dodatkowa nazwa w j. niem. Turawa) – wieś w Polsce, położona w województwie opolskim, powiecie opolskim, w gminie Turawa, na Śląsku Opolskim, na północ od Opola, nad Małą Panwią i Jeziorem Turawskim. Siedziba gminy oraz nadleśnictwa.
W latach 1954–1972 wieś należała i była siedzibą władz gromady Turawa. W latach 1975–1998 wieś położona była w ówczesnym woj. opolskim.

## Nazwa
Według niemieckiego geografa oraz językoznawcy Heinricha Adamy’ego nazwa miejscowości wywodzi się od polskiej nazwy „tura” -”von tur = Auerochs”, która być może nawiązuje do faktu występowania tego zwierzęcia w rejonie miejscowości w dawnych czasach. W swoim dziele o nazwach miejscowych na Śląsku wydanym w 1888 roku we Wrocławiu jako najwcześniejszą wymienia ją w obecnej polskiej formie – „Turawa” podając jej znaczenie „Auerochsenort”, czyli po polsku „Miejscowość turów”.
Podobny wywód w swojej pracy o śląskim nazewnictwie z 1896 roku wydanej w Bytomiu prezentuje śląski pisarz Konstanty Damrot. Wymienia on nazwę „Turawa” wraz ze źródłowym słowem nazwy zwierzęcia – Tur.
| SIMC    | Nazwa     | Rodzaj     |
| ------- | --------- | ---------- |
| 0999009 | Marszałki | przysiółek |
| 0999015 | Rosocha   | przysiółek |

## Historia
Początki wsi nie są znane, według legendy bogate w zwierzynę lasy otaczające dzisiejszą Turawę były celem polowań książąt opolskich, którzy postanowili zbudować tutaj zameczek myśliwski. Pierwsze dokumenty zawierające wzmiankę o Turawie pochodzą z początku XVI wieku i wspominają o dwóch folwarkach noszących tę samą nazwę Kuchara, należących do wsi Kotórz Wielki. Jeden z nich położony był na terenie dzisiejszej Turawy, drugi znajdował się na terenie zajmowanym dziś przez Jezioro Turawskie.
Prawdopodobnie w 1562 roku, ówczesny właściciel tych dóbr – Georg von Koenigsfeld nadał folwarkowi, który obrał sobie za siedzibę, nazwę Turawa. W urbarzu Księstwa Opolskiego Turawa wymieniona jest pod nazwą Byczyna, jednak nazwa ta nie znajduje potwierdzenia w innych zapiskach, istniał za to w Turawie przysiółek pod nazwą Łyczyna. Osada wraz z przysiółkami Marszałki i Łyczyna należała wtedy w dalszym ciągu do Kotorza Wielkiego, a samodzielną miejscowością stała się dopiero w XVIII w. Wtedy to, w 1712 roku, okoliczne dobra zostały sprzedane przez Franciszka Karola von Blankovsky i stały się własnością Martina Scholtza von Loewencron z Kamieńca i Wieszowy, który rozpoczął budowę obecnego pałacu obok drewnianego zameczku. Jego syn, Józef, zmarł bezdzietnie w 1759 i jego dobra przejęła wdowa, Anna Barbara von Garnier, która wyszła ponownie za mąż za Franciszka Adama hrabiego von Gaschin. Po jej śmierci w 1804 roku Turawa została własnością brata zmarłej, Franza Xawerego von Garnier.
Od tej chwili aż do końca II wojny światowej właścicielami Turawy była rodzina von Garnier, która w 1841 otrzymała tytuł hrabiowski (hrabiowie nosili nazwisko von Garnier-Turawa). W tych czasach Turawa liczyła 581 mieszkańców. Ostatnim właścicielem Turawy był Hubertus Graf von Garnier, niemiecki arystokrata i polityk, członek partii DNVP, w okresie plebiscytów działał na rzecz pozostania Górnego Śląska w granicach Niemiec. W latach 1925–1932 deputowany do pruskiego Landtagu, po dojściu nazistów do władzy zrezygnował z aktywności politycznej. Działał na rzecz rozwoju Turawy i okolic – wyremontował i rozbudował miejscowy pałac, założył stawy hodowlane o powierzchni 600 morgów, na północnym skraju Turawy powstał park z hodowlą danieli. W podległych mu folwarkach modernizowano młyny, cegielnie i tartaki.
W 1945 roku rodzina von Garnier musiała opuścić Turawę i przeniosła się do Bawarii. Hubertus von Garnier zmarł w 1952 roku w Unterwössen w Bawarii. 3 listopada 2012, z inicjatywy wnuczki hrabiego przeniesiono jego prochy z cmentarza w Unterwössen do kaplicy w Kotorzu Wielkim, gdzie spoczął obok innych członków rodu. Z grobu hrabiego z Bawarii przeniesiono drewnianą płaskorzeźbę Chrystusa, którą zamieszczono na ścianie kaplicy.
Pod koniec XIX wieku zbudowano kaplicę i cmentarz na Łysej Górze, które miały być jedną z piękniejszych budowli sakralnych w Turawie, jednak po roku 1945 obiekt był systematycznie dewastowany, w 1965 roku wysadzono go w powietrze, a w 1976 zlikwidowano ruiny.
W latach 30. w Opolu powstał projekt budowy sztucznego zbiornika wodnego mającego za zadanie ochronę Opola przed powodzią. Hubertus von Garnier zaproponował w tym celu swoje ziemie na zachód od Turawy. By uzyskać zgodę na budowę w 1933 roku, zabiegał nawet o spotkanie w tej sprawie z Adolfem Hitlerem. W 1938 roku budowa zbiornika została ukończona. Jezioro zajmuje 22 km² powierzchni.
Urząd sołtysa Turawy od 1919 do 1945 roku pełnił Peter Kupka. Od 1945 roku, po przekazaniu przez władze radzieckie Górnego Śląska pod polską administrację, Turawa stała się siedzibą gminy, a pierwszym wójtem został Roch Stotko. Miejscowa ludność została przez polskie
władze poddana weryfikacji. Ci, którzy nie uzyskali obywatelstwa polskiego, zostali przymusowo wysiedleni do Niemiec.
W sierpniu 1946 roku odbyła się w Turawie II Centralna Akcja Szkoleniowa Głównej Kwatery Harcerzy ZHP. W 1954 roku wybudowano nowy budynek szkolny. W 1982 roku we wsi mieszkało 998 osób.
W 2008 roku w Turawie, jak i całej gminie wprowadzono język niemiecki jako język pomocniczy.

## Zabytki

Stara wozownia w zespole pałacowym

Do wojewódzkiego rejestru zabytków wpisany jest:
- zespół pałacowy, z XVIII-XIX w.:
  - Pałac w Turawie, wypisany z księgi rejestru
  - stajnia i wozownia
  - park, otacza pałac, znajdują się w nim ciekawe zabytki przyrody: dąb szypułkowy o obwodzie 350 cm, dwa jesiony o obwodach 300 i 505 cm oraz lipa drobnolistna o obwodzie 450 cm

inne zabytki:
- budynek młyna.

## Inne informacje

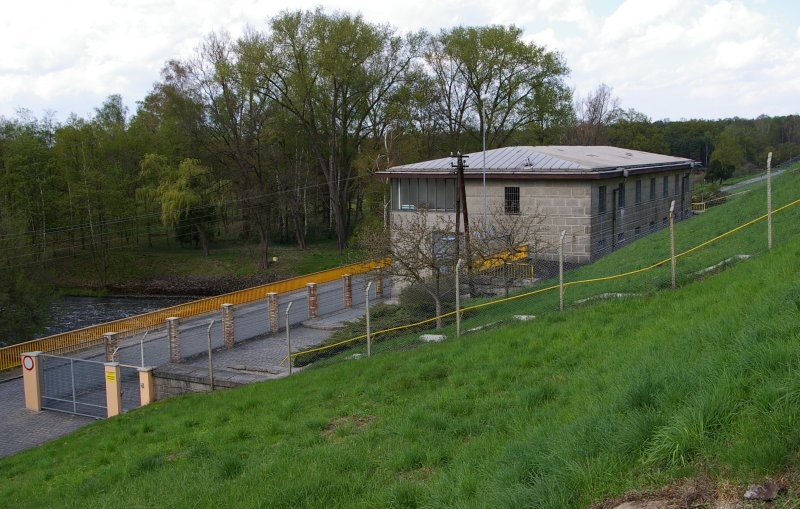
Elektrownia wodna

W Turawie znajduje się elektrownia wodna (1,2 MW), przedszkole, poczta, nadleśnictwo, szereg ośrodków wypoczynkowych i turystycznych nad Jeziorem Turawskim oraz stadnina koni. W pobliżu centrum wsi, znajduje się staw, powstały w wyniku wydobycia materiałów budowlanych.